# Julia Ann Rudolphová

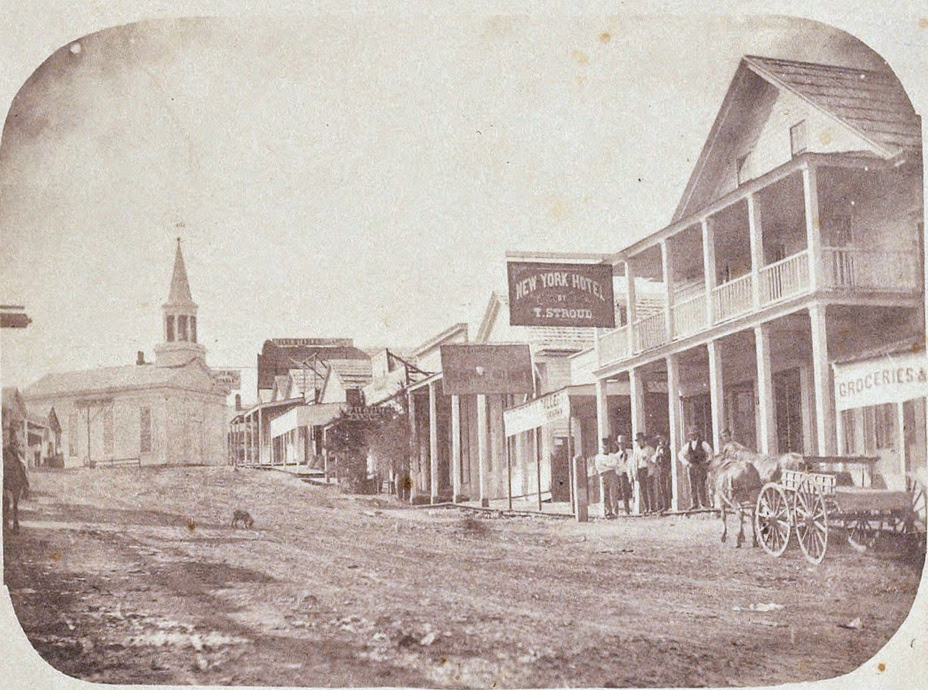
Nevada City, asi 1856

Julia Ann Rudolphová (nepřechýleně Julia Ann Rudolph; také známá jako Julia Ann Swiftová a Julia Ann Raymondová; kolem 1820–1890) byla americká studiová fotografka působící v New Yorku a Kalifornii v 19. století. Dokázala se prosadit v době, kdy bylo jen velmi málo profesionálních fotografek, její kariéra trvala pozoruhodných čtyřicet let.

## Životopis
Julia Ann Swiftová se narodila kolem roku 1820 (přesné datum a místo není známo) a původně se vyučila jako učitelka a certifikát získala v Litchfieldu v Connecticutu. V roce 1852 pracovala v daguerrotypovém studiu Daniela DeWitta Tompkinse Davieho ve městě Utica v New Yorku, kde zůstala tři roky. Vdala se někdy před rokem 1855 a začala pracovat pod jménem Julia Ann Raymondová.
Začátkem roku 1856 se přestěhovala do Nevada City v Kalifornii, kde si zřídila vlastní studio v prostorách, které dříve obýval fotograf George O. Kilbourn. V inzerátech publikovala, že vlastní „všechny nejnovější nástroje a chemikálie“. Její studio vyhořelo několik měsíců poté, co si založila obchod, ale během několika měsíců znovu otevřela. Rudolphová se specializoval na studiové portréty, ale fotografovala i pouliční scény. Své obrazy tiskla jako daguerrotypie, ambrotypie a tintypie, které byly připevněny na kůži nebo papír. V roce 1857 byla v Hutchings' Illustrated California Magazine zveřejněna rytina Edwarda Mattesona založená na její ambrotypii.
Na čas ke konci roku 1856 se vrátila k používání svého rodného jména; datum jejího rozvodu není známo, ale v prosinci téhož roku se znovu vdala. Její druhý manžel James Ferdinand Rudolph byl lékárník a ve svých obchodních jednáních začala používat jméno Julia Ann Rudolph.
Rudolphová zůstala v Nevada City čtyři roky, než přesunula svou firmu na adresu K Street v Sacramentu, kde pokračovala ve své kariéře nejméně do roku 1890. Záznam stále vyšších plateb daní naznačuje, že její podnikání vzkvétalo. Od roku 1873 rozdělili Rudolphová a její manžel svůj čas mezi Sacramentem a Nevada City a Rudolphová na čas provozovala fotografická studia v obou městech. V roce 1890 se Rudolphová a její manžel přestěhovali do Philadelphie v Pensylvánii, kde zemřela souchotiny.

## Sbírky
Autorčiny fotografie jsou uloženy v těchto veřejných sbírkách:
- Beinecke Rare Book & Manuscript Library, Yale University
- California State Library, Sacramento
- Women in Photography International Archive, Arcata, Kalifornie

## Galerie

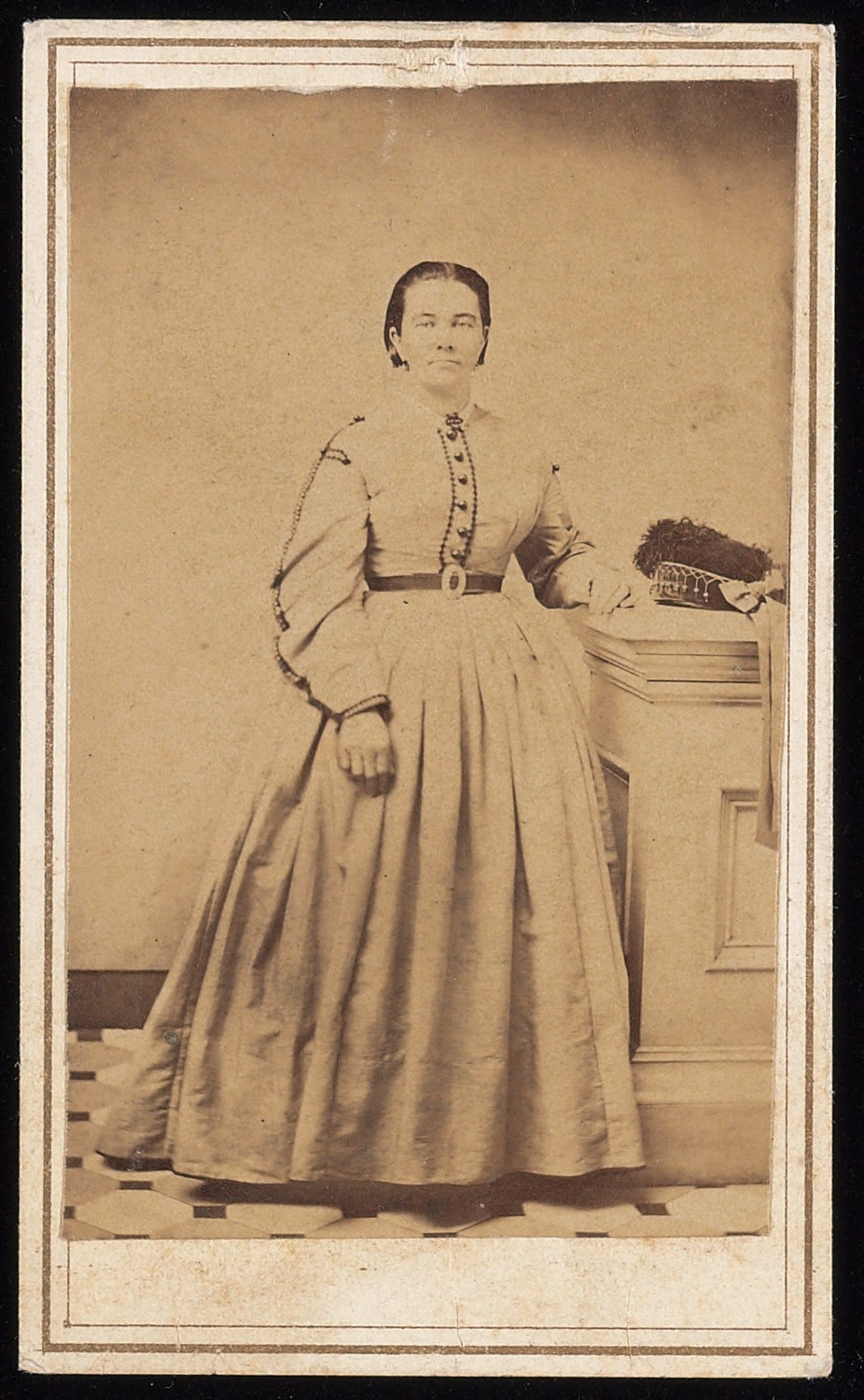
Mrs. Campbell
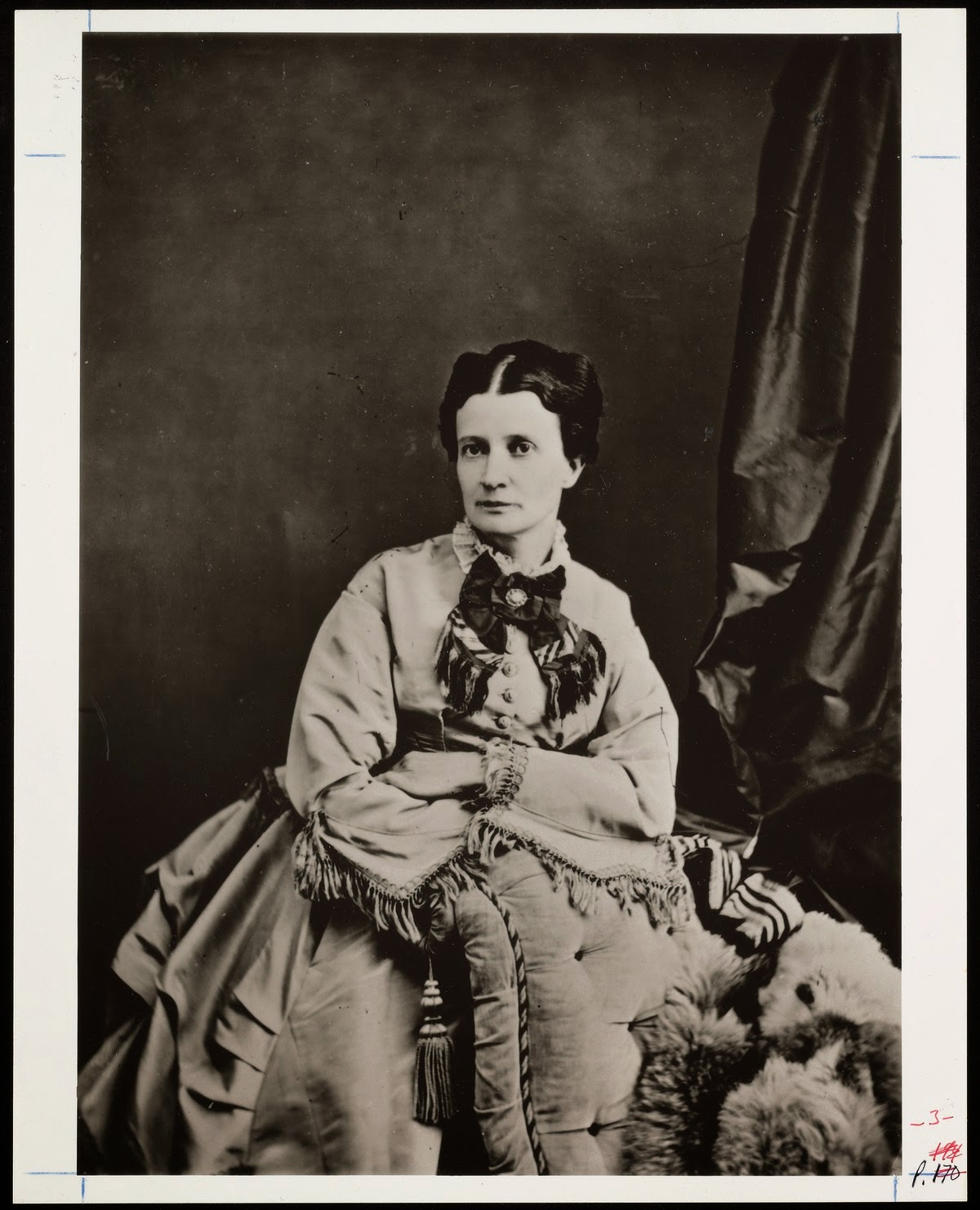
Woman with fringe